# اولنا ژوپیووا-ویازوا
اولنا ژوپیووا-ویازوا (روسی: Елена Жупиева-Вязова؛ زادهٔ ۱۸ آوریل ۱۹۶۰) ورزشکار دو و میدانی اهل اوکراین است.